# Cartagena (Espanha)

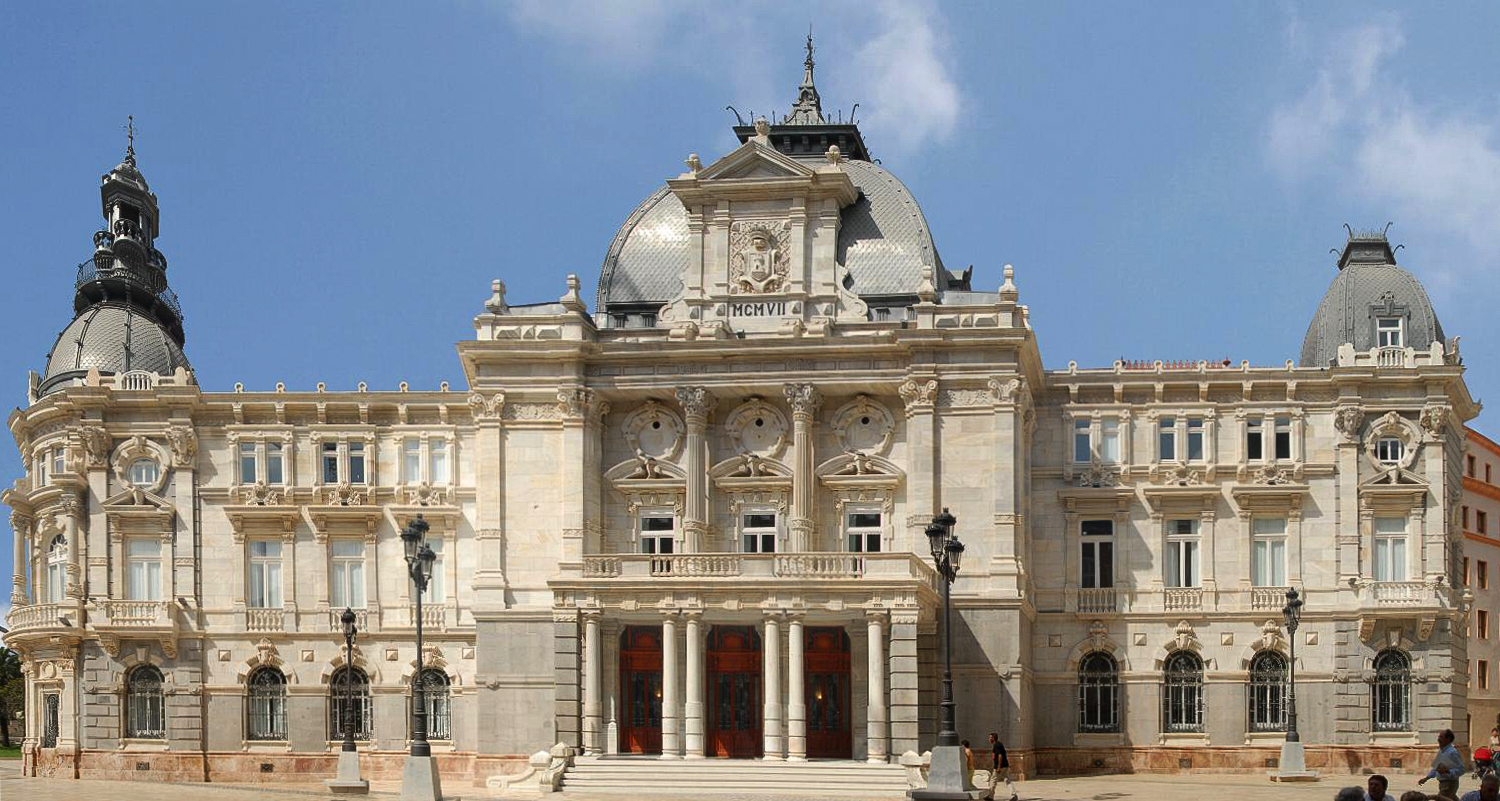

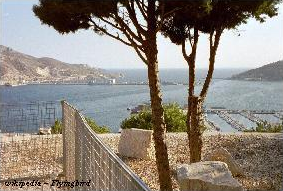

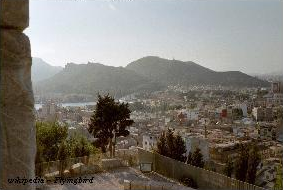

Cartagena é um município da Espanha na província e comunidade autónoma de Múrcia com 558,3 km² de área. Em 2021 tinha 216 365 (densidade: 387,5 hab./km²).

## História e toponímia
O topónimo mais antigo que se conhece da área é Mastia, que tradicionalmente se identifica com a cidade nos períodos ibero ou tartéssico. Os Fenícios fundaram uma colónia com o nome de Qart Hadašt ("nova cidade"), o mesmo que tinham dado a Cartago. Durante a época romana chamou-se, em latim, Carthago Nova. O acusativo Carthaginem deu origem ao nome árabe قرطجانة (Qarṭaǧānatu), a forma que precedeu a atual, Cartagena.
A cidade foi, senão a primeira, a principal porta de entrada dos Cartagineses na Península Ibérica, fundada em 227 a.C. pelo general cartaginês Asdrúbal, o Belo.  Foi capturada por Roma durante a Segunda Guerra Púnica (218–201 a.C.), vindo a tornar-se a capital de uma das províncias da Diocese das Hispânias, a Cartaginense.

## Demografia
| Variação demográfica do município entre 1991 e 2004 | Variação demográfica do município entre 1991 e 2004 | Variação demográfica do município entre 1991 e 2004 | Variação demográfica do município entre 1991 e 2004 |
| --------------------------------------------------- | --------------------------------------------------- | --------------------------------------------------- | --------------------------------------------------- |
| 1991                                                | 1996                                                | 2001                                                | 2004                                                |
| 168 023                                             | 170 483                                             | 184 686                                             | 197 665                                             |